# 현대 RM15
현대 RM15 (Racing Midship 15)는 컨셉트 카 로서 2015년 독일 프랑크푸르트 모터쇼를 통해 최초로 발표된 고성능 컨셉트 모델이다. 이후에 등장할 N 모델의 양산 차량에서 적용할 선행 개발 단계의 기술들을 적용해 실제 주행을 통한 테스트를 거치면서 기술과 기능을 검증하고 개량하는 과정에서 만들어진 차량이다. 현대자동차의 1세대 벨로스터 모델을 기반으로 제작되었다.

## RM14와의 차이점
2014년에 등장한 RM14는 스틸 프레임의 차체를 사용했으나 2015년에 등장한 RM15는 차체 프레임을 알루미늄 합금으로 변경하고 차체 외부 패널에 탄소섬유 강화플라스틱(CFRP)를 적용하여 차체의 경량화를 추구했다. 그리하여 RM14대비 36%의 경량화(195kg)를 실현함과 동시에 더욱 강성이 높아진 차체를 구현하게 되었다.
이외에도 에어로 다이나믹스 구조를 변경하여 고속주행시의 안정감 향상 및 컨트롤성을 확보하기 위해 다운포스의 증대, 엔진냉각 성능을 향상시키기 위한 변경등이 주 된 차이점이다.

## 상세
2015년 독일 프랑크푸르트 모터쇼를 통해 일반에게 공개된 RM15는 프로젝트 RM의 두번째 모델로서 RM14에서 계승한 미드쉽 구조의 엔진 배치 레이아웃을 유지하고, 엔진 및 구동계를 동일하게 유지하되 경량화 및 운동성능 강화를 위한 에어로 다이나믹스 설계가 변경된 것이 특징이다.
미드쉽 구조의 차체 설계 및 무게배분을 위해 만들어진 RM14를 기반으로 RM15에서는 소재의 변경을 통해 공차중량의 감소 및 차체 강성의 확대를 추구했다, 스틸 모노코크 차체로 구성되었던 RM14의 307.5kg 대비 30% 무게가 감량한 214kg의 알루미늄 모노코크 차체를 탑재했고, 차체의 외부를 구성하는 부품들의 CFRP 적용을 통하여 RM14의 77.2kg였던 부품중량이 56% 경량화 된 33.7kg로 제작되었다, 차체의 비틀림 강성도 대폭 향상되었으며 WRC 랠리카에서 차용해온 리어 롤케이지가 추가로 적용되었다.
롤케이지등의 장비 추가로 인하여 약간의 증량은 발생했으나 최종적인 공차중량은 1,260kg로서 RM14의 1,455kg 보다 확실하게 경량화를 이루었다. 외관은 RM14와 마찬가지로 당시 판매중이던 준중형 쿠페 모델인 벨로스터를 기반으로 제작되었으며 고속에서의 다운포스 증대를 위해 변경된 에어로 파츠는 시속 200Km에서 124kg이 다운포스를 생성시켜준다. 아울러 지속적인 주행에서의 열 관리 및 냉각성능 향상을 위해 라디에이터의 위치를 수정함과 동시에 프런트 덕트 및 냉각라인을 새롭게 변경시켰다.

## 같이 보기
- 현대자동차
- 현대 N
- N DECODE